# Московские каникулы
«Московские каникулы» — российский художественный фильм, лирическая комедия режиссёра Аллы Суриковой.

## Сюжет
Богатая итальянка Лучана Фаррини прилетает на историческую родину своей бабушки. Исполняя её завещание, она везёт в самолёте умершую собаку, чтобы похоронить её на российской земле. Работники аэропорта, не зная об этом и думая, что собака умерла в полёте, подменяют её первым попавшимся живым псом. В аэропорту «Шереметьево-2» Лучана знакомится с обаятельным москвичом, таксистом-«частником», а параллельно — сотрудником НИИ Гришей, который сначала лишь отвозит иностранку с собакой в гостиницу. Там её отказываются заселять с собакой без прививки. Будучи любительницей собак, Лучана не решается бросить приблудного пса и всё время водит его с собой. На обратный рейс в этот же день в авиакомпании билетов не находится, и тогда Лучана просит Гришу найти ей жильё на четыре дня обязательно с садом, чтобы было где выгуливать собаку. Гриша привозит итальянку к себе домой — это оказывается обыкновенная коммунальная квартира с хамоватой соседкой Дусей и общим туалетом. Возмущённая Лучана покидает дом Гриши и блуждает по Москве, пытаясь разобраться, куда делось тело её бывшей собаки. Выпив по рюмке водки с двумя философами-алкоголиками, она встречает милиционера, который, выслушав её проблему, отводит её к своему начальнику. Лучана просит найти своего случайного попутчика. Но подполковник милиции почти сразу обвиняет его в краже чемодана Лучаны, оставшегося в суматохе у него в комнате. Пытаясь вызволить Гришу, Лучана устраивает в кабинете подполковника форменный погром. Уладив все недоразумения, Лучана наконец отправляется с Гришей к нему домой. Приключения, случившиеся за день, явно сближают двух людей и они чувствуют взаимную симпатию. Параллельно разворачивается история взаимоотношений с собакой — называя в течение дня её появление сюрпризом, это и становится его кличкой. Лучана успевает привязаться и полюбить пса Сюрприза.
На следующий день Гриша отвозит Лучану на завтрак к своей бывшей жене, после чего Лучана становится жертвой уличных аферистов. Те, разыграв фотосессию, раздевают иностранку, облачают её в рабочий жилет и, забрав сумку (как кажется Лучане, с деньгами и документами), скрываются. Расстроенную Лучану пытается утешить Гриша, устраивая романтическое свидание в Московской обсерватории. Попав ещё в несколько переделок, сломав гришиной машиной фонарный столб и снова встретившись со знакомым подполковником милиции, Гриша и Лучана наконец становятся близки. На следующий день, Лучана узнаёт из новостей о визите в Москву итальянской правительственной делегации во главе с её старым знакомым, министром торговли, «мафиозо» Маурицио Костеллани. Гриша понимает, что Лучана может уехать. Но она обещает, что отлучится лишь «на минутку». Но, встретившись с Маурицио, она поддаётся его уговорам и отправляется в прогулку по Москве с последующим светским раутом в Кремле. Она лишь успевает отправить правительственную телеграмму Грише, сказав, что скучает. Тот, надев правительственную награду, умудряется прорваться на кремлёвский приём. Гриша танцует с Лучаной танго и в конце танца вызывающе надевает на неё рабочую оранжевую жилетку. Лучана чувствует себя опозоренной и выпаливает Грише: «Ненавижу», на что тот отвечает: «Взаимно».
Уезжая из Москвы, Лучана заходит домой к Грише, просит простить её и вернуть ей Сюрприза, но тот запирается в комнате и молчит. Так и не дождавшись его реакции, она признаётся ему в любви и уезжает. Просидев всю ночь, Гриша под утро случайно находит под кроватью деньги, документы и билеты Лучаны, и в последний момент решается ехать в аэропорт. Переодевшись в женщину и попутно угнав милицейскую машину, Гриша успевает доехать до аэропорта, где на него, переодетого и закутанного в платок по самые глаза, бдительно смотрит пограничник.
В самолёте Лучана понимает, что совершила ошибку и требует у экипажа остановить уже разгоняющийся самолёт. Но неожиданно в салоне эконом-класса встречает всё же попавших на рейс Гришу и Сюрприза.

## В ролях
- Ирина Селезнёва — Лучана Фаррини
- Леонид Ярмольник — Гриша
- Наталья Гундарева — Дуся, соседка Гриши по коммунальной квартире
- Олег Табаков — Маурицио Костеллани, глава правительственной делегации Италии, друг Лучаны
- Армен Джигарханян — представитель авиакомпании
- Леонид Якубович — начальник отделения милиции, подполковник
- Александр Адабашьян — Саня, интеллигентный алкоголик-пессимист
- Михаил Мишин — интеллигентный алкоголик-оптимист
- Марина Дюжева — бывшая жена Гриши (в начальных титрах — Мария)
- Сергей Никоненко — сотрудник аэропорта
- Наталья Крачковская — дежурный администратор в гостинице
- Владимир Грамматиков — сотрудник ДПС
- Анатолий Ведёнкин — швейцар у гостиницы
- Сергей Габриэлян — бортинженер
- Георгий Дронов — милиционер
- Людмила Иванова — пассажирка в самолёте
- Александр Иншаков — прохожий
- Олег Кожемякин — участковый
- Александр Мохов — дежурный по отделению милиции
- Ольга Прокофьева — мошенница
- Михаил Филиппов — представитель «Аэрофлота»
- Сергей Марченко — Марченко
- Лия Ахеджакова — аферистка
- Олег Анофриев — командир самолёта
- Мария Аронова — аферистка
- Нонна Гришаева — лаборантка
- Пётр Подгородецкий — пианист на приёме в Кремле

## Съёмочная группа
- Автор сценария: Эмиль Брагинский
- Режиссёр: Алла Сурикова
- Продюсер: Леонид Ярмольник
- Оператор: Владимир Нахабцев
- Художник: Виктор Петров
- Композитор: Андрей Макаревич, Пётр Подгородецкий
- Стихи: Андрей Макаревич
- Постановщик трюков: Сергей Воробьёв